# Mathias Döpfner
Mathias Döpfner (15 de gener de 1963) és un empresari i periodista alemany. És el conseller delegat i el 22% propietari del grup de mitjans Axel Springer SE. Del 2016 al 2022 va exercir com a president de l'Associació Federal d'Editors Digitals i Editors de Periòdics (BDZV).
Després de treballar com a redactor en cap de diversos diaris, es va incorporar al consell d'administració d'Axel Springer SE l'any 2000. Friede Springer, cap del grup de mitjans i vídua del fundador Axel Springer, va designar Döpfner com el seu successor el 2020 i li va donar drets de vot i accions valorades per a ell en més de 1.000 milions d'euros el 2021.

## Obres destacades
- Mathias O. C. Döpfner, Thomas Garms: Neue Deutsche Welle. Kunst oder Mode? Frankfurt am Main; Berlin; Wien: Ullstein, 1984, ISBN 3-548-36505-1 (Ullstein-Buch, 36505; Populäre Kultur)

- Mathias O. C. Döpfner, Thomas Garms: Erotik in der Musik. Frankfurt/Main; Berlin: Ullstein, 1986, ISBN 3-548-36517-5 (Ullstein-Buch, 36517; Populäre Kultur)

- Mathias O. C. Döpfner: Musikkritik in Deutschland nach 1945. Inhaltliche und formale Tendenzen; eine kritische Analyse. At the same time: Dissertation, Universität Frankfurt (Main), 1990. Frankfurt am Main; Bern; New York; Paris: Lang, 1991, ISBN 3-631-43158-9 (Europäische Hochschulschriften, Reihe 36, Musikwissenschaft vol. 59)

- Brüssel. Das Insider-Lexikon. München: Beck, 1993, ISBN 3-406-37397-6 (Beck'sche Reihe; 1007)

- Axel Springer. Neue Blicke auf den Verleger; eine Edition aktueller Autorenbeiträge und eigener Texte. Editor: Mathias Döpfner. Hamburg: Springer, 2005, ISBN 3-9809879-9-X

- Reform statt Subvention – Warum wir verlässliche gesetzliche Maßstäbe für Fusionsvorhaben und Schutz kreativer Leistungen brauchen, in: Krautscheid/Schwartmann (editors), Fesseln für die Vielfalt? Das Medienkonzentrationsrecht auf dem Prüfstand, C.F Müller Verlag, Heidelberg 2010

- Die Verlage sind im digitalen Zeitalter stärker, als sie selbst denken. In: Hubert Burda, Mathias Döpfner, Bodo Hombach, Jürgen Rüttgers (editors): 2020 – Gedanken zur Zukunft des Internets. Klartext, Essen, 2010, S. 177–182. ISBN 978-3-8375-0376-0.

- How German is it? print of the speech at Thomas Demand's exhibition „Nationalgalerie“, Suhrkamp 2010

- Die Freiheitsfalle – Ein Bericht. Berlin: Propyläen, 2011, 256 pages, ISBN 978-3-5490-7372-8

- Anselm Kiefer/Mathias Döpfner, Kunst und Leben, Mythen und Tod. Ein Streitgespräch, Quadriga Verlag, 2012

- Leser- und Kundenorientierung in einer digitalisierten Medienwelt – Eine Zwischenbilanz, in: Stadler/Brenner/Hermann (editors), Erfolg im digitalen Zeitalter, Frankfurter Allgemeine Buch Verlag, 2012

- Essay „Laughter is anti-authoritarian, laughter is freedom“, 12 January 2015

- Die Welt gehört denen, die neu denken. In: Kardinaltugenden effektiver Führung. Drucker, Peter F. (editor), München: Redline Verlag, 2014. ISBN 978-3-86881-396-8

- „Berlin ist das Herz Europas, ich kenne kein anderes.“: Axel Springer und seine Stadt. Berlin: Edition Braus. ISBN 978-3-86228-135-0.

- Abschied vom Pessimismus. In: Die Idee des Mediums – Reden zur Zukunft des Journalismus / Bernhard Pörksen ; Andreas Narr (editor), von Halem 2015. ISBN 978-3-86962-146-3